# 田口信夫
田口 信夫（たぐち のぶお、1935年〈昭和10年〉9月2日 - ）は、日本の政治家。元熊本県宇土市長（3期）。

## 来歴
中央大学経済学部卒業。卒業後は宇土市役所に入り、助役などを歴任する。

### 1998年宇土市長選挙
1998年（平成10年）宇土市長選挙に立候補し、元同市議会議長と元同市議会副議長の新人をそれぞれ破って初当選を果たした。
※当日有権者数：-人 最終投票率：73.22%（前回比：-pts）
| 候補者名 | 年齢 | 所属党派 | 新旧別 | 得票数   | 得票率 | 推薦・支持 |
| -------- | ---- | -------- | ------ | -------- | ------ | ---------- |
| 田口信夫 | 62   | 無所属   | 新     | 10,470票 | 51.88% | -          |
| 宮崎征司 | 55   | 無所属   | 新     | 4,887票  | 24.21% | -          |
| 田上政人 | 48   | 無所属   | 新     | 4,826票  | 23.91% | -          |

### 2006年宇土市長選挙
2006年（平成18年）の市長選は新人2人との争いになったが、これを破って3選を果たした。
※当日有権者数：30,155人 最終投票率：68.28%（前回比：-pts）
| 候補者名   | 年齢 | 所属党派 | 新旧別 | 得票数  | 得票率 | 推薦・支持 |
| ---------- | ---- | -------- | ------ | ------- | ------ | ---------- |
| 田口信夫   | 70   | 無所属   | 現     | 9,082票 | 44.39% | -          |
| 上村雄二郎 | 51   | 無所属   | 新     | 5,705票 | 27.88% | -          |
| 林田博達   | 60   | 無所属   | 新     | 5,673票 | 27.73% | -          |

### 2010年宇土市長選挙
2010年（平成22年）の市長選は新人2人との争いとなったが、元同市職員の元松茂樹に敗れた。
※当日有権者数：30,299人 最終投票率：69.68%（前回比： 1.40pts）
| 候補者名   | 年齢 | 所属党派 | 新旧別 | 得票数  | 得票率 | 推薦・支持 |
| ---------- | ---- | -------- | ------ | ------- | ------ | ---------- |
| 元松茂樹   | 45   | 無所属   | 新     | 9,737票 | 46.41% | -          |
| 田口信夫   | 74   | 無所属   | 現     | 8,930票 | 42.56% | -          |
| 浜口多美雄 | 59   | 無所属   | 新     | 2,313票 | 11.02% | -          |

4月28日に退任した。